# Утянка
Утя́нка (рос. Утянка) — село у складі Хабарського району Алтайського краю, Росія. Адміністративний центр Утянської сільської ради.

## Населення
Населення — 1023 особи (2010; 1130 у 2002).
Національний склад (станом на 2002 рік):
- росіяни — 94 %